# Заплавний гідрологічний заказник
Заплавний гідрологічний заказник — гідрологічний заказник місцевого значення в Україні. Розташований у межах Віньковецької селищної громади Хмельницький район Хмельницької області.
Площа 60.60 га. Статус надано згідно з рішенням облвиконкому Хмельницької області від 17.12.1993 року № 3.
Охороняєьться заболочена долина, яка підтримує водний режим річки Калюсик. Місце гніздування водоплавних птахів.